# كاترين فيلو

## كاترين فيلو
كاترين فيلو (بالفرنسية: Catherine Filloux) كاتبة مسرحية جزائرية أمريكية (والدتها من مدينة وهران بالجزائر ووالدها من غويريت بفرنسا وهي تسكن في نيويورك).
وقد حازت على العديد من الجوائز من صندوق مركز كينيدي للمسرحيات الأمريكية الجديدة، والأونيل "O'Neill"، وصندوق الإنتاج متعدد الفنون "MAP Fund"، والمركز الثقافي الآسيوي. كما كانت أخصائي أول لبرنامج فولبرايت في كل من كمبوديا والمغرب. 
استعرضت مسرحيات فيلو قضية حقوق الإنسان في العديد من الأمم وقد أثار هذا الموضوع اهتمامها لأول مرة عند قرائتها حول اضطرابات التحويل التي عانت منها مجموعة من نساء كمبوديا بعد أن شهدن المذابح التي ارتكبها حزب الخمير الحمر. وقد كانت تلك القصة أساس مسرحيتها «عيون القلب» "Eyes of the Heart" عام 2004. كما عملت مع عدد من الناجين من المذبحة الكمبودية لتطوير مشروع التاريخ الشفهي «دائرة من الفضل» " A Circle of Grace"بالتعاون مع مجموعة النساء الكمبوديات بمركز القديسة ريتا لخدمات الهجرة واللجوء في ذا برونكس بنيويورك.
تستند مسرحيتها «منزل لمكين» "Lemkin's House" عام 2005 على قصة اليهودي البولندي والمحامي الأمريكي المهاجر رافايل لمكين الذي اخترع مصطلح «إبادة جماعية» "Genocide" عام 1944 والذي قضي حياته في السعي للحصول على اعتراف دولي باعتبار الإبادة الجماعية جريمة دولية. 
وفي مسرحيتها «كلب وذئب» "Dog and Wolf" عام 2010، يحاول محامي أمريكي الحصول على حق اللجوء للاجئة من البوسنة تدعى ياسمينا، تتحدث فيلو عن المسرحية قائلة: "كتبت هذه المسرحية بأسلوب الشعر المتداخل بهدف الاتصال والتعبير وتشهد المسرحية صراعات حول الهوية والقانون والحياة الجنسية، والأسرة.
وتشير فيلو: "لوهلة كانت تلك الجرائم تعد من "أكثر الأسرار حفظًا" إلا أنها في الواقع ليست أسرارًا بالمرة فهي تحدث طوال الوقت لكن لا أحد يهتم. تلك هي مشكلة هذا النوع من المسرح على مستوي ما فقد تم بناء حائط يعيق تلك الأمور وكتابة مسرحيات عنها هو جزء من التحدي. 
أوضحت فيلو في حوار مع جريدة "ذا بروكلين ريل" "The Brooklyn Rail"عام 2008، طوال عشرين عامًا كتبت عن كمبوديا، وعن اضطراب ما بعد الصدمة (PSTD)، وعن الإبادة الجماعية، وعن الصدمات النفسية. لقد كشف الناس لي عن آلامهم وحاولت أن أتفهم حجم العنف الذي يمكن أن يقع وكيف للناس أن ينجوا ويعيشوا بكل تلك الشجاعة. لقد شعرت بالحاجة الماسة إلى أن أكون صادقة مع نفسي. ...الإمساك بشيئين متعارضين في يديك في نفس الوقت والموازنة بينهما: أنا أقف في هذا الممر، أحاول أن أكون هنا وهناك. خلال زيارتي الأخيرة لكمبوديا شعرت لأول مرة أن بإمكاني أن أكون في مكانين في الوقت ذاته دون المقارنة بينهما. وقد كان ذلك نتيجة كتابتي لهذه المسرحية "قتل المدير"Killing the Boss".

### السيرة الذاتية
وتتحدث فيلو عن والديها قائلة: «ولد أبي في وسط فرنسا وأصبح مغامرًا. وقد أبحر من فرنسا إلى نيويورك في قطمران. والدتي كانت شخصية مثقفة جدًا ومحبة للأدب وقد كانت تكتب الشعر بالفرنسية والإنجليزية.» 
خلال طفولتها انتقلت فيلو إلى سان دييجو مع أسرتها حيث نشأت هناك. وتقول عن ذلك: "لقد نشأنا في هذا النوع من الانقسام بين الجزائر وفرنسا وسان دييجو مما كون خلفية لا نعلم فيها بالتحديد إلى أين ننتمي.
حصلت فيلو على درجة الماچيستير في الفنون الجميلة من جامعة نيويورك وعلى درجة البكالوريوس بمرتبة الشرف من تولون في فرنسا. 

### أعمالها

#### المسرحيات (مختارات)
- سلمى 65'

2015-2014 المركزالأول في الموسم ال53 من لاماما (بتكليف من مارييتا هدجز)، نيويورك، جولة في أنحاء الولايات المتحدة. 
- محكمة وهمية (لجنة المسرحية) Mock Court (Play Commission)

أجنحة الكتاب في العراق 2014، مبادرة مسرحية تعاونية ثنائية اللغ أنتجت بالشراكة مع برنامج الكتابة الدولية لجامعة أيوا ومكتب الشؤون التعليمية والثقافية بوزارة الخارجية الأميركية. مدينة أيوا، ومدينة بغداد بالعراق.
- «لوز» "Luz"

مسرح لاماما، الموسم ال51، نيويورك.
- كلب وذئب" "Dog and Wolf"

2010 مسارح 59E59، نيويورك. 
(تم تطويرها في مركز الكتاب المسرحيين، وورش عمل مسارح مينابوليس ومينيسوتا ونيويورك بولاية نيويورك)
- مشروع «كلب وذئب» "Dog and Wolf" للتوعية المجتمعية (واتسون آرتس): برونكس، وبروكلين، ومانهاتن، وكوينز، نيويورك.[5]
- "قتل المدير"Killing the Boss"

2008 مسرح شيري لين، نيويورك.
- منزل لمكين" "Lemkin's House"

موسم 2007، مسرح ريدو دي بروكسل، بروكسل، بلچيكا. 
2006 مسرح ماغين-كازالي، نيويورك، نيويورك؛ المنتجون: مسرح ڤيتال كو ومسرح بادي پوليتيك.
موسم 2006، معمل النسخة ال78 من مسرح الشارع، نيويورك.
موسم 2005، مسرح كامرني 55، سراييفو، البوسنة؛ وبيت روكسي للفنون، إدنبرة، أسكتلندا. 
متحف ذكرى الهولوكوست بالولايات المتحدة، واشنطن دي سي، (قراءة برعاية مشتركة من مسرح J) 
- «الصدع» "The Breach" (مع تاريا ماكرني وچو سيتون).

موسم 2008، مسرح سياتل، مدينة سياتل، واشنطن.
موسم 2007، مسرح الجنوب، نيو اورليانز، لويزيانا (العرض الأول/لجنة)
- «الجمال الداخلى» "The Beauty Inside"

موسم 2005، نيو چورچ، نيويورك (إنتاج مشترك بالتعاون مع مسرح إنتراكت آند كو، فيلادلفيا، بنسيلفانيا. 
- «عيون القلب» "Eyes of the Heart"

موسم 2004، الشركة الآسيوية الأمريكية الوطنية للمسرح (NAATCO)، نيويورك. 
2002 النسخة ال25 من مهرجان منطقة الخليج للكتاب المسرحيين، سان فرانسيسكو، كاليفورنيا. 
- «مدرسة العالم» "Escuela del Mundo"

موسمي 2006/2005، جامعة ولاية أوهايو، قسم المسرح، كولومبوس، أوهايو، بالتعاون مع مكتب الشؤون الدولية؛ قامت بجولة في المدارس الثانوية في أوهايو (العرض الأول/لجنة) 
- «صمت الإله» "Silence of God"

موسم 2002، مهرجان المسرح الأمريكي المعاصر، شيبيردستون، فرجينيا الغربية (العرض الأول /لجنة)
- ماري وميرا

موسم 2002، مشروع جبل تود للمسرح، روكسبري، نيويورك. 
موسم 2000، مهرجان المسرح الأمريكي المعاصر، شيبيردستون، فرجينيا الغربية.
(تسجيل ڤيديو من إنتاج مهرجان المسرح الأمريكي المعاصر في مكتبة نيويورك العامة للفنون التمثيلية، مركز لينكولن)
- «حرب آرثر» "Artur's War"

2002 أعمال مسرحية/الولايات المتحدة الأمريكية، نيويورك (لجنة) (موسيقى چيني جيرينج).
- «ثمن الجنون» "Price of Madness"

نسخة 1996، شركة فناني المسرح الناشئين، مسرح علاقات الفنون الدولية (INTAR)، نيويورك. 
- «كله مستعد ولكن إلى أين»"All Dressed Up and Nowhere go"

جاري تطويرها إلى مسرحية موسيقية بالتعاون مع الملحن چيمي روبرتس  (أحبك، أنت مثالي، والآن تغير) وچون داجيت.
مركز ليمان للفنون التمثيلية، جامعة جنوب كونتيكت، نيو هيفن، كونتيكت.
موسم 1994، مسرح بالتيمور للكتاب المسرحيين، بالتيمور، ميريلاند. 
- «المشترى في حوض الطيور» "Venus in the Birdbath"

موسم 1990، مسرح الي واي، بوفالو، نيويورك. 
- "Cut To:The Deal"

موسم 2002، مسرح X، ميلووكي، ويسكونسن. 
موسم 1988، بروكلين بلايوركس، بروكلين، نيويورك
- «ثلاث قارات» "Three Continents"

2002 مسرح انتراكت كو، فيلادلفيا، بنسيلڤانيا  (قراءة).
1997 نيو چورچ، نيويورك، (قراءة).
- صور فوتوغرافية من "S-21" (مسرحية قصيرة)

أنتجت في الولايات المتحدة وفي دول أخرى منها كمبوديا (خمير)، وسنغافورة، وتايلاند، والهند، والهند، والدنمارك، وإنجلترا، وفرنسا. 
- «العشق دوت كوم» Passion.com
- «زواج ثلاثي» Marriage À Trois
- «الكلمة التي تبدأ بحرف ج» The G Word
- «دروس أبي» Lessons Of My Father
- «اللقالق» Storks
- «الشمس دائمًا تشرق» The Sun Always Rose
- «الدمية الروسية» The Russian Doll
- «القمامة البيضاء» White Trash
- «ساعات الزيارة» Visiting Hours

تم إنتاج هذه المسرحيات القصيرة في ستوديو بلاي تو سي Play2C في برلين، ألمانيا؛ ومسرح HB في نيويورك؛ ومسرح المهاجرين/نساء بلا حدود، نيويورك، نيوچورچ،
«شاهد هذا الفضاء: مقتطف جديد من نيو چورچ»، هنا، نيويورك؛ معمل المخرجين بمسرح مركز لينكولن والمشروع الثقافي «الإخوة كارامازوف»، نيويورك؛ مشروع المرأة، نيويورك؛ كاباريه ييل، جامعة ييل، نيو هافن، كونيتيكت، جامعة كاليفورنيا، مهرجان مسرح سان دييغو، سان دييغو، كاليفورنيا. 

#### أوبرا (مختارات)
- «معزوفة لأوبرا جديدة» "Libretto for New Opera"

موسم 2019، بتكليف من ويينر ستاتسوبر (دار أوبرا فيينا)، فيينا، النمسا. 
- الوافدين الجدد

موسم 2012، هيوستن جراند أوبرا، أغنية هيوستن: الشرق + الغرب، هيوستن، تكساس، الملحن جون غلوفر (العرض الأول/لجنة)
- «حيث تبكي الفيلة» Where Elephants" Weep"

2008 مسرح تشينلا، بنوم بنه، كمبوديا، وشبكة التليفزيون الكمبودي CTN، تلحين هيم سوفي (بتكليف من الفنون الحية الكمبودية).
- "الصندوق العائم: قصة في الحي الصيني"The Floating Box: A Story in Chinatown"

موسم 2001، جمعية آسيا، نيويورك، تلحين چيسون كاو هوانج (عرض أول/لجنة)، إصدار CD من شركة نيو وورد ريكوردز (صندوق آرون كوپلاند).

#### تحت التطوير
- المسرحية الموسيقية «كله مستعد ولكن إلى أين»"All Dressed Up and Nowhere go" بالتعاون مع الملحن چيمي روبرتس (أحبك،  أنت مثالي، والآن تغير) وچون داجيت، استنادًا على مسرحية فيلو.
- مسرحية جديدة «دليل الحياة» " Proof of Life"؛ فريق فني يضم المخرج ستان كهيل والممثلين كيمبر ريدل وستيڤ چيفارا (جاءت على رأس سلاسل القراءة لمسرح پلانت كونكشينز، يونيو 2015)

#### سيناريوهات
- 2000 مسرحية «عيون القلب» التي تم إعدادها لتليفزيون لايفتايم.
- 1999 «قصة پريسكيلا» "Priscilla's Story"معالجة السيناريو، إنتاج مالڤينا دوجلاس، نيويورك.
- 1990 «الذات الأخرى» "Alter Ego"، استنادًا إلى رواية «أثواب» "Vestments" لألفريد ألكورن.
- 1988 «الابن الضال» "Prodigal Son": من اختيار چوستين بيتمان، بيتمان كو، لوس أنچلوس، كاليفورنيا.

### الجوائز
- (جاري العمل) إقامة فنية، لاماما، نيويورك.
- 2014 مجلس منهاتن السفلى الثقافي (LMCC)،  صندوق منح المجتمعات الإبداعية، نيويورك.
- 2014 - مجلس منهاتن السفلى الثقافي (LMCC)، صندوق منح الفنون المجتمعية، نيويورك.
- 2014 منحة الفنون المجتمعية من مجلس فنون بروكلين، نيويورك.
- 2013 منحة لجنة إيثلوين دوليتل للعدل والتوعية، نيويورك.
- 2012 - لجنة تحكيم فخرية، تحالف الفنون المسرحية الأرمينية، جائزة سارويان للكتابة المسرحية، باسادينا، كاليفورنيا.
- 2012 - منحة مانهاتن للفنون المجتمعية، مجلس مانهاتن السفلى الثقافي وإدارة الشؤون الثقافية بمدينة نيويورك.
- 2012 - منحة صندوق المجتمعات الإبداعية، ومجلس مانهاتن السفلى الثقافي ومجلس ولاية نيويورك للفنون (NYSCA)، نيويورك.
- 2012 - دعم الفنون المحلية، مجلس بروكلين للفنون/مجلس ولاية نيويورك للفنون (NYSCA)، بروكلين، نيويورك.
- 2011 - منحة جمعية لامبنت، مركز تايدز، نيويورك.
- 2011 - برنامج هنري سميث للإقامة الفنية في مركز بلفاست لخدمة المجتمع في وودفال، كمبريا. الصليب المقدس / مدارس ويتفيلد الابتدائية، مسرح ديري ~ لندنديري، ايرلندا الشمالية
- جائزة ڤويس للأعمال الفنية (أصوات نسائية)، سان دييغو، كالفورنيا.
- 2010 - برنامج هيرميتاج للإقامة الفنية (Hermitage Artist Retreat)، إنجلوود، فلوريدا.
- 2012 - منحة صندوق مانهاتن للفنون المجتمعية، مجلس مانهاتن السفلى الثقافي وإدارة الشؤون الثقافية بمدينة نيويورك.
- 2010 - 2007 - كاتب رئيسي، مركز الكتاب المسرحيين، مينيابوليس، مينيسوتا.
- * 2009 - جائزة الأجيال الجديدة للتعاون المستقبلي، مؤسسة ميلون / مجموعة الاتصالات المسرحية Theatre Communications Group (TCG)، نيويورك.
- 2006 - جائزة الكتابة من أجل السلامة (مركز أومني للسلام)، فايتفيل، أركنساس.
- 2006 - صندوق الإنتاج متعدد الفنون "MAP Fund"، نيويورك (مسرحية «الصدع» "The Breach"/ مسرح ثاوثرن ريب  (Southern Rep).
- 1998-2006 تأهلت لنهائيات جائزة هيدمان خمس مرات (مسرح لويسفيل للفنانين)، لوييفيل، كنتاكي.
- 2006 - مركز ويليام إنج للفنون المسرحية في الإقامة، إنديبيندنس، كانساس.
- 2005 - جائزة چو كالاوي للدراميين الجدد، نيويورك.
- 2005 - اختيار النقاد، أخبار الأوبرا، نيويورك.
- 2004 - عضو لجنة تحكيم النسخة 44 من مهرجان المسرح الدولي (MESS)، سراييفو، البوسنة.
- 2004 - أخصائي أول لبرنامج فولبرايت، يتم الالتحاق بالمعهد العالي للفن المسرحي والتنشيط الثقافي؛ الرباط، المغرب.
- 2004 - أخصائي أول لبرنامج فولبرايت، الجامعة الملكية للفنون الجميلة؛ بنوم بنه، كمبوديا.
- 2003 - برنامج چيمس ثاربر للإقامة الفنية للمسرحيين، كولومبوس، أوهايو.
- 2001 - منحة المجلس الثقافي الآسيوي للإقامة في آسيا (كمبوديا)، نيويورك.
- 2001 - تأهلت لنهائيات جائزة أرنولد فايسبيرجر، نيويورك.
- 2001 - صندوق الإنتاج متعدد الفنون "MAP Fund" ومنحة الصندوق الوطني للفنون (NEA)، واشنطن (الصندوق العائم / جمعية آسيا).
- 2000 - منحة الفنون المجتمعية، مجلس برونكس للفنون، برونكس، نيويورك.
- 1999 - جائزة روجر ل. ستيفنز: صندوق مركز كينيدي للمسرحيات الأمريكية الجديدة، واشنطن .
- 1996 - جائزة اريك كوشر المسرحيين، مؤتمر المسرح الوطني، مركز مسرح أونيل، كونيتيكت.

### روابط خارجية
- Catherine Filloux's website
- Interview with Voices on Genocide Prevention
- Catherine Filloux - Theatre, Memory, and Grappling with Complicity
- BBC World News - Where Elephants Weep

## روابط خارجية
- كاترين فيلو على موقع IMDb (الإنجليزية)
- كاترين فيلو على موقع ديسكوغز (الإنجليزية)